# Vésicule de transport
Les vésicules de transport sont des structures sphériques formées d'une membrane biologique (bicouche lipidique) refermée sur elle-même. Ces vésicules peuvent contenir des molécules et de nombreuses protéines transmembranaires ou associées à la membrane qui assurent leur formation, leur maintien, leurs déplacements et leur adressage à travers la cellule. La dynéine et la kinésine permettent de déplacer les vésicules le long de faisceaux de microtubules, quelquefois sur de longues distances comme dans les axones des neurones.
Il existe plusieurs types de vésicules permettant le transport : tout d'abord les vésicules bourgeonnent (sont créés) à partir d'un compartiment donneur :
- vésicules avec manteau de coatomères (responsable du transport RE-Golgi, Golgi-Golgi et Golgi-Membrane plasmique) permet un transport en vrac non-specifique (sécrétion constitutive ; ou continue si l'on veut)
- vésicules avec manteau de clathrine permet un transport specifique (sécrétion contrôlée, ou en réponse a un signal)
- vésicules avec manteau de cavéolines permet un transport non-specifique, seulement de la membrane plasmique.

En général la vésicule doit perdre son manteau pour pouvoir fusionner avec un compartiment receveur.

## Vésicules avec manteau de coatomères
La formation des vésicules de transport avec un manteau de coatomères commence par l’activation de la molécule qui doit être transportée. La molécule activée va ensuite se lier à des récepteurs transmembranaires appelés « cargo », présents dans la membrane du compartiment cellulaire à partir duquel se formera la vésicule de transport. Cette liaison va activer les récepteurs qui vont subir un changement conformationnel induisant la mise en évidence des sites de liaison pour les protéines du manteau (aussi appelées coatomères ou COP pour « coat proteins »). Ces protéines sont présentes dans le cytosol et s’associent avec la membrane lorsqu’elle possède des récepteurs « cargo ». Petit à petit, les COP sont recrutées au site où les récepteurs sont activés et s’associent entre-elles pour former le manteau qui entoure la vésicule. Une fois que les COP entourent complètement la vésicule, elle se détache de la membrane pour rejoindre son compartiment cible.